# العلاقات البوتسوانية المارشالية
العلاقات البوتسوانية المارشالية هي العلاقات الثنائية التي تجمع بين بوتسوانا وجزر مارشال.

## مقارنة بين البلدين
هذه مقارنة عامة ومرجعية للدولتين:
| وجه المقارنة                                              | بوتسوانا                       | جزر مارشال                     |
| --------------------------------------------------------- | ------------------------------ | ------------------------------ |
| المساحة (كم2)                                             | 581.74 ألف                     | 181                            |
| عدد السكان (نسمة)                                         | 2.29 مليون                     | 53.13 ألف                      |
| الكثافة السكانية (ن./كم²)                                 | 3.94                           | 29.35 ألف                      |
| العاصمة                                                   | غابورون                        | ماجورو                         |
| اللغة الرسمية                                             | لغة إنجليزية                   | لغة إنجليزية، اللغة المارشالية |
| العملة                                                    | بولا بوتسواني                  | دولار أمريكي                   |
| الناتج المحلي الإجمالي (بليون دولار)                      | 17.41 مليار                    | 199.40 مليون                   |
| الناتج المحلي الإجمالي (تعادل القوة الشرائية) بليون دولار | 35.84 مليار                    | 207.25 مليون                   |
| الناتج المحلي الإجمالي الاسمي للفرد دولار أمريكي          | 6.36 ألف                       | 3.38 ألف                       |
| الناتج المحلي الإجمالي للفرد دولار أمريكي                 | 16.10 ألف                      | 3.80 ألف                       |
| مؤشر التنمية البشرية                                      | 0.698                          |                                |
| رمز المكالمات الدولي                                      | +267                           | +692                           |
| رمز الإنترنت                                              | .bw                            | .mh                            |
| المنطقة الزمنية                                           | ت ع م+02:00، توقيت وسط إفريقيا | ت ع م+12:00                    |

## منظمات دولية مشتركة
يشترك البلدان في عضوية مجموعة من المنظمات الدولية، منها:
| علم المنظمة | اسم المنظمة                                 | تاريخ انضمام بوتسوانا | تاريخ انضمام جزر مارشال |
| ----------- | ------------------------------------------- | --------------------- | ----------------------- |
|             | البنك الدولي للإنشاء والتعمير               | 24 يوليو 1968         | 21 مايو 1992            |
|             | يونسكو                                      | 16 يناير 1980         | 30 يونيو 1995           |
|             | الاتحاد الدولي للاتصالات                    | 2 أبريل 1968          | 22 فبراير 1996          |
|             | مؤسسة التمويل الدولية                       | 23 مارس 1979          | 23 سبتمبر 1992          |
|             | منظمة الشرطة الجنائية الدولية               | ?                     | ?                       |
|             | مؤسسة التنمية الدولية                       | 24 يوليو 1968         | 19 يناير 1993           |
|             | الأمم المتحدة                               | 17 أكتوبر 1966        | 17 سبتمبر 1991          |
|             | مجموعة دول أفريقيا والكاريبي والمحيط الهادئ | ?                     | ?                       |
|             | منظمة حظر الأسلحة الكيميائية                | ?                     | ?                       |

## وصلات خارجية
- موقع وزارة الخارجية البوتسوانية